# Trochosa niveopilosa
Trochosa niveopilosa este o specie de păianjeni din genul Trochosa, familia Lycosidae. A fost descrisă pentru prima dată de Mello-leitao, 1938. Conform Catalogue of Life specia Trochosa niveopilosa nu are subspecii cunoscute.